# Llacuna (metropolitana di Barcellona)
Llacuna (precedentemente chiamata Llutxana) è una stazione della linea 4 della metropolitana di Barcellona situata sotto la carrer Pujades nel distretto di Sant Martí di Barcellona.
La stazione fu inaugurata nel 1977 come parte della Linea IV ed era chiamata Luchana fino a quando nel 1982 con la riorganizzazione delle linee divenne una stazione della L4 e assunse l'attuale nome.